# Dirk van der Aa

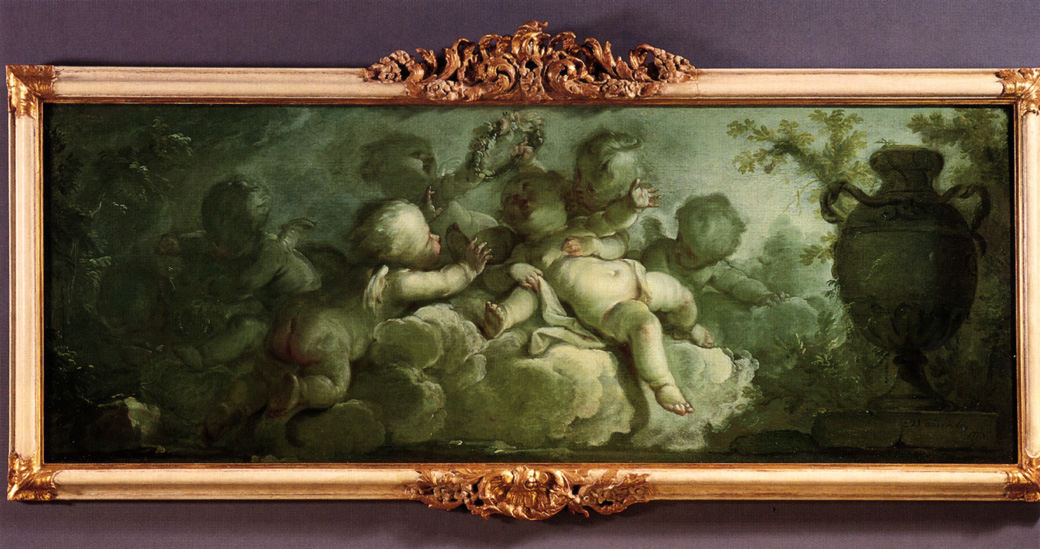
Spelende putti op wolken. Signerad: "D. Vander Aa/1773". Olja på duk, 119 x 45 cm.

Dirk van der Aa, född 1731 i Haag, död 23 februari 1809 i Haag, var en nederländsk rokokomålare, mest känd för sin allegoriska konst.
Han föddes i Haag i Nederländerna och var först elev till Johann Heinrich Keller och sedan till Gerrit Mes. Med den sistnämnde startade han en verkstad; de sysselsatte sig med dekorativt grisaillemåleri. Evert Morel, Cornelis Kuipers, Johan Christiaan Roedig och Andries van der Aa räknas till hans elever. Han dog i sin hemstad Haag.